# Епархия Острава-Опавы
Епархия Острава-Опавы  (лат.  Dioecesis Ostraviensis-Opaviensis) - епархия Римско-католической Церкви с центром в городах Острава и Опава, Чехия. Епархия Острава-Опавы входит в митрополию Оломоуца. Кафедральным собором  епархии Острава-Опавы является собор Божественного Спасителя. В городе Опава находится сокафедральный собор Вознесения Пресвятой Девы Марии. Епископом епархии Острава-Опавы является Франтишек Вацлав Лобкович.

## История
30 мая 1996 года Римский папа Иоанн Павел II буллой Ad Christifidelium spirituali учредил епархию Острава-Опавы, выделив её из архиепархии Оломоуца.

## Епископы епархии

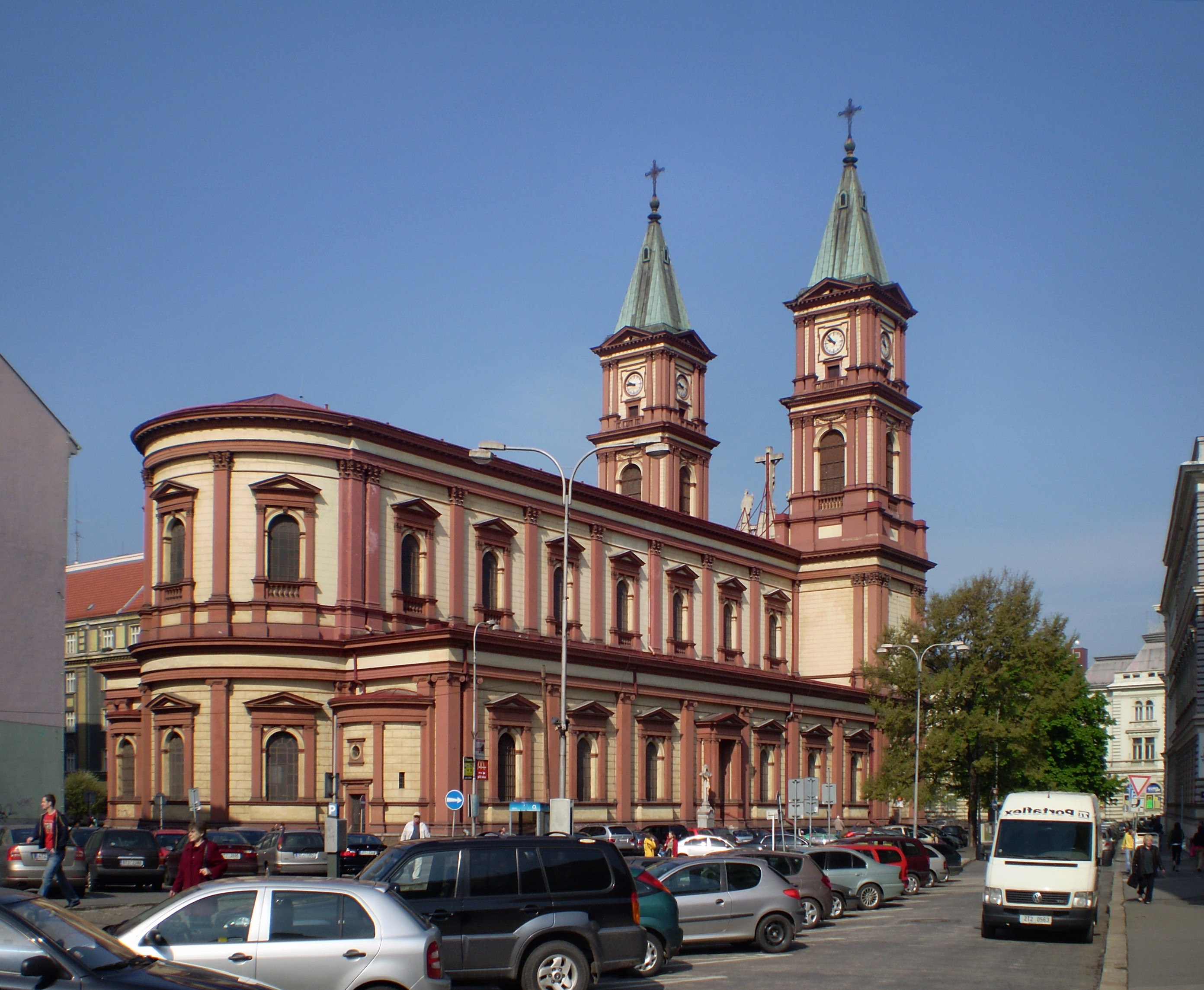
Собор Божественного Спасителя

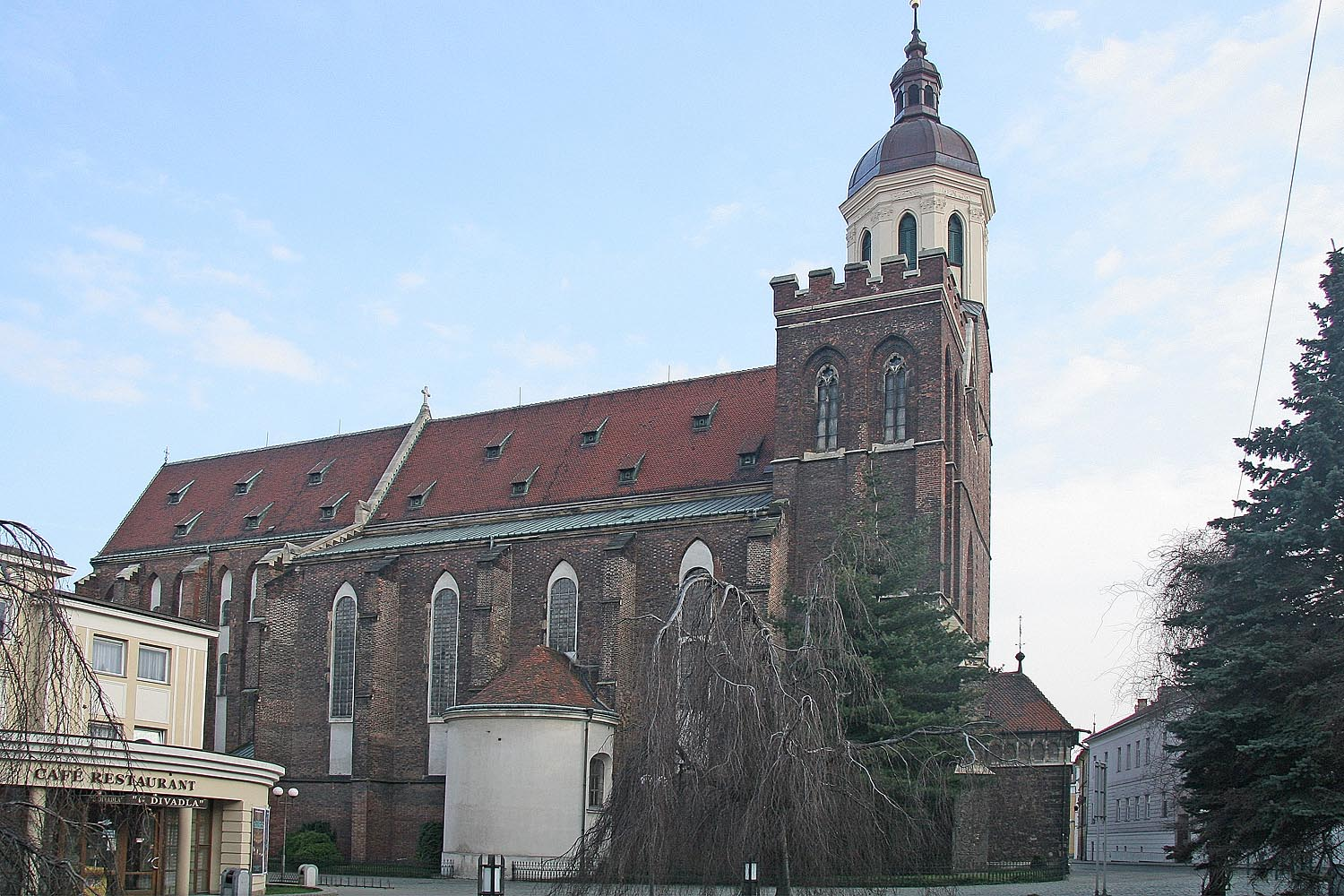
Сокафедральный собор Вознесения Пресвятой Девы Марии, Опава, Чехия

- Франтишек Вацлав Лобковиц (c 30.05.1996 — по настоящее время).

## Источник
- Annuario Pontificio, Libreria Editrice Vaticana, Città del Vaticano, 2003, ISBN 88-209-7422-3
- Булла Ad Christifidelium spirituali  (лат.)